# 親子のメジャーリーグベースボール選手一覧
親子のメジャーリーグベースボール選手一覧（おやこのめじゃーりーぐべーすぼーるいちらん）は、アメリカ合衆国・カナダのプロ野球リーグ、メジャーリーグベースボール（MLB）の選手のうち、父親がメジャーリーグの選手、または監督であった選手一覧（アルファベット順）。"*"付きは現役選手（2025年現在）。その他は引退選手、またはメジャーリーグ以外のリーグでプレーしている選手。
※一部、親子孫3代メジャーリーガー（祖父・父が両方メジャーリーガー）を含む。

## A-G
- 父ボブ・アダムス (Bob Adams、内野手)
  - 息子マイク・アダムス (Mike Adams、外野手)
- 父ジム・アドゥチ (Jim Adduci、外野手)…横浜大洋でもプレー。
  - 息子ジム・アドゥチ (Jim Adduci、外野手)
- 父サンディー・アロマー・シニア (Sandy Alomar Sr.、二塁手)
  - 息子サンディー・アロマー・ジュニア (Sandy Alomer Jr.、捕手)…1990年ア・リーグ新人王
  - 息子ロベルト・アロマー (Roberto Alomar、二塁手)…アメリカ野球殿堂（以下「殿堂」）入り、オールスター12回、ゴールドグラブ賞10回
- 父フェリペ・アルー (Felipe Alou、外野手・監督)…弟のマティ（太平洋クラブでもプレー）、ヘススと3人で外野を守る。
  - 息子モイゼス・アルー (Moisés Alou、外野手)…1997年のワールドシリーズ優勝メンバー。
- 父ルーベン・アマロ・シニア (Rubén Amaro, Sr.、内野手)
  - 息子ルーベン・アマロ・ジュニア (Rubén Amaro, Jr.、外野手)…元フィリーズのGM（ゼネラルマネージャー）。
- 父トニー・アーマス・シニア (Tony Armas, Sr.、外野手)
  - 息子トニー・アーマス・ジュニア (Tony Armas, Jr.、投手)
- 父アール・アベリル (Earl Averill、外野手)…殿堂入り。
  - 息子アール・アベリル・ジュニア (Earl Averill、捕手)
- 父マイク・バシック・シニア (Mike Bacsik, Sr.、投手)
  - 息子マイク・バシック・ジュニア (Mike Bacsik, Jr.、投手)…バリー・ボンズにメジャー新記録となる756号ホームランを打たれた。
- 父ジム・バグビー・シニア (Jim Bagby, Sr.、投手)
  - 息子ジム・バグビー・ジュニア (Jim Bagby, Jr.、投手)
- 父ダスティ・ベイカー (Dusty Baker、外野手・監督)…1981年のワールドシリーズ優勝メンバー。元ジャイアンツ、カブス、レッズ、ナショナルズ、アストロズ監督。
  - 息子ダレン・ベイカー* (Darren Baker、二塁手)
- 父フロイド・バニスター (Floyd Bannister、投手)…1982年ア・リーグ最多奪三振、ヤクルトでもプレー。
  - 息子ブライアン・バニスター (Brian Bannister、投手)
- 父ジェシー・バーフィールド (Jesse Barfield、外野手)…1986年ア・リーグ本塁打王、巨人でもプレー。
  - 息子ジョシュ・バーフィールド (Josh Barfield、二塁手)
- 父クライド・バーンハート (Clyde Barnhart、外野手)
  - 息子ビック・バーンハート (Vic Barnhart、内野手)
- 父チャーリー・ビーモン (Charlie Beamon, Sr.、投手)
  - 息子チャーリー・ビーモン・ジュニア (Charlie Beamon, Jr.、内野手)
- 父スティーブ・ベドローシアン (Steve Bedrosian、投手)…1987年ナ・リーグサイ・ヤング賞
  - 息子キャム・ベドローシアン* (Cam Bedrosian、投手)
- 祖父ガス・ベル (Gus Bell、外野手)…孫のデビッドと共に「祖父・孫サイクルヒット」を達成。
  - 息子バディ・ベル (Buddy Bell、三塁手・監督)…元タイガース、ロッキーズ、ロイヤルズ監督。
    - 孫デビッド・ベル (David Bell、内野手・監督)…元レッズ監督。
    - 孫マイク・ベル (Mike Bell、内野手)
- 父クレイ・ベリンジャー (Clay Bellinger、外野手)…1999年、2000年のワールドシリーズ優勝メンバー。
  - 息子コディ・ベリンジャー* (Cody Bellinger、外野手)…2017年ナ・リーグ新人王。2019年ナ・リーグMVP。
- 父デーブ・ベネット (Dave Bennett、投手)
  - 息子エリック・ベネット (Erik Bennett、投手)
- 父ヨギ・ベラ (Yogi Berra、捕手・監督)…殿堂入り。元ヤンキース、メッツ監督。
  - 息子デール・ベラ (Dale Berra、内野手)
- 父ダンテ・ビシェット (Dante Bichette、外野手)…1995年ナ・リーグ本塁打王、打点王。
  - 息子ボー・ビシェット* (Bo Bichette、遊撃手)
- 父クレイグ・ビジオ (Craig Biggio、二塁手)…殿堂入り。
  - 息子キャバン・ビジオ* (Cavan Biggio、内野手)
- 父ブルース・ボウチー (Bruce Bochy、捕手・監督)…現レンジャーズ監督かつ元パドレス、ジャイアンツ監督。
  - 息子ブレット・ボウチー (Brett Bochy、投手)…父監督のもとメジャーデビュー。
- 父ボビー・ボンズ (Bobby Bonds、外野手)…30本塁打30盗塁を5回。息子共々史上最多。
  - 息子バリー・ボンズ (Barry Bonds、外野手)…メジャー史上最多本塁打。
- 祖父レイ・ブーン (Ray Boone、内野手)…史上初の親子孫三代メジャーリーガー。4人全員オールスター出場。
  - 息子ボブ・ブーン (Bob Boone、捕手・監督)…元ロイヤルズ、レッズ監督。
    - 孫ブレット・ブーン (Bret Boone、二塁手)…2001年ア・リーグ打点王。
    - 孫アーロン・ブーン (Aaron Boone、三塁手・監督)…現ヤンキース監督。
- 父ペドロ・ボーボン・シニア (Pedro Borbón, Sr.、投手)…1975年、1976年のワールドシリーズ優勝メンバー。
  - 息子ペドロ・ボーボン・ジュニア (Pedro Borbón, Jr.、投手)
- 父クリス・ボージャス (Chris Bourjos、外野手)
  - 息子ピーター・ボージャス (Peter Bourjos、外野手)
- 父ミッキー・ブラントリー (Mickey Brantley、外野手)…巨人でもプレー。
  - 息子マイケル・ブラントリー (Michael Brantley、外野手)
- 父フレッド・ブリッケル (Fred Brickell、外野手)
  - 息子フリッツ・ブリッケル (Fritz Brickell、外野手)
- 父マイク・ブラムリー・シニア (Mike Brumley, Sr.、捕手)
  - 息子マイク・ブラムリー・ジュニア (Mike Brumley, Jr.、内野手・外野手)
- 父ドン・ビュフォード (Don Buford)…太平洋クラブ、南海でもプレー。
  - 息子デーモン・ビュフォード (Damon Buford)
- 父エンリケ・ブルゴス (1965年生の投手) (Enrique Burgos、投手)
  - 息子エンリケ・ブルゴス* (Enrique Burgos、投手)
- 父ジェフ・バロウズ (Jeff Burroughs、外野手)…1974年ア・リーグMVP。
  - 息子ショーン・バロウズ (Sean Burroughs、三塁手)
- 父サル・ブテラ (Sal Butera、捕手)
  - 息子ドリュー・ブテラ (Drew Butera、捕手)
- 父アレックス・カブレラ (Alex Cabrera、一塁手)…西武、オリックス、福岡ソフトバンクでもプレー。
  - 息子ラモン・カブレラ (Ramón Cabrera、捕手)
- 父マイク・キャメロン (Mike Cameron、外野手)…ゴールドグラブ賞3回、2001年のMLBオールスターゲーム選出。
  - 息子ダズ・キャメロン* (Daz Cameron、外野手)
- 父ドルフ・カミリ (Dolph Camilli、一塁手)…1941年ナ・リーグMVP、本塁打王、打点王。
  - 息子ダグ・カミリ (Doug Camilli、捕手)
- 父アル・キャンパニス (Al Campanis、二塁手)…引退後ドジャースのGMを務める。
  - 息子ジム・キャンパニス (Jim Campanis、捕手)
- 父ホセ・カノ (José Canó、投手)
  - 息子ロビンソン・カノ* (Robinson Canó、二塁手)…2009年のワールドシリーズ優勝メンバー。
- 父マイク・ケイペル (Mike Capel、投手)
  - 息子コナー・ケイペル* (Conner Capel、外野手)
- 父キャム・キャリオン (Cam Carreon、外野手)
  - 息子マーク・キャリオン (Mark Carreon、外野手)…千葉ロッテでもプレー。
- 父テリー・クラーク (Terry Clark、投手)
  - 息子マット・クラーク (Matt Clark、一塁手)…中日、オリックスでもプレー。
- 父ロジャー・クレメンス (Roger Clemens、投手)…サイ・ヤング賞7回。
  - 息子コディ・クレメンス* (Kody Clemens、内野手)
- 祖父ジョー・コールマン・シニア (Joe Coleman,Sr.、投手)
  - 息子ジョー・コールマン・ジュニア (Joe Coleman,Jr.、投手)…通算142勝、1972年のMLBオールスターゲーム選出。
    - 孫ケイシー・コールマン* (Casey Coleman、投手)
- 父エディ・コリンズ・シニア (Eddie Collins, Sr.、内野手)…殿堂入り。
  - 息子エディ・コリンズ・ジュニア (Eddie Collins, Jr.)
- 父ジェフ・コーナイン (Jeff Conine、外野手)… 1997年、2003年優勝メンバー。
  - 息子グリフィン・コーナイン* (Griffin Conine、外野手)
- 父マーディー・コルネーホ (Mardie Cornejo、投手)
  - 息子ネイト・コルネーホ (Nate Cornejo、投手)
- 父クリス・クロン (Chris Cron、一塁手)
  - 息子C.J.クロン* (C.J. Cron、一塁手)
  - 息子ケビン・クロン (Kevin Cron、一塁手)…広島でもプレー。
- 父ホセ・クルーズ (José Cruz、外野手)…弟トミーは日本ハム、弟ヘクターは巨人でもプレー。
  - 息子ホセ・クルーズ・ジュニア (José Cruz, Jr.、外野手)
- 父マイク・ダー (Michael Edward Darr、投手)
  - 息子マイク・ダー (Michael Curtis Darr、外野手)
- 父ジェリー・ダバノン (Jerry DaVanon、内野手)
  - 息子ジェフ・ダバノン (Jeff DaVanon、外野手)
- 父マーク・デビッドソン (Mark Davidson、外野手)…1987年のワールドシリーズ優勝メンバー。
  - 息子ローガン・デビッドソン* (Logan Davidson、内野手)
- 父ロン・デービス (Ron Davis、投手)…ヤクルトでもプレー。
  - 息子アイク・デービス (Ike Davis、一塁手)
- 父イバン・デヘスース・シニア (Iván DeJesús, Sr.、内野手)
  - 息子イバン・デヘスース・ジュニア (Iván DeJesús, Jr.、内野手)
- 父デライノ・デシールズ (Delino DeShields、二塁手)
  - 息子デライノ・デシールズ・ジュニア* (Delino DeShields, Jr.、外野手)
- 父スティーブ・ディラード (Steve Dillard、内野手)
  - 息子ティム・ディラード* (Tim Dillard、投手)
- 父ハーム・ドスチャー (Herm Doscher)
  - 息子ハック・ドスチャー (Jack Doscher)…1903年にメジャー昇格し、最初の親子メジャーリーガーとなった。
- 父ダグ・ドレイベック (Doug Drabek、投手)…1990年ナ・リーグサイ・ヤング賞。
  - 息子カイル・ドレイベック (Kyle Drabek、投手)
- 父スティーブ・ドレイヤー (Steve Dreyer、投手)
  - 息子ジャック・ドレイヤー* (Jack Dreyer、投手)…MLB東京シリーズ2025でメジャーデビュー。
- 父デーブ・ダンカン (Dave Duncan、捕手)…元ホワイトソックス、アスレチックス、カージナルス投手コーチ。トニー・ラルーサ監督の参謀役。
  - 息子シェリー・ダンカン (Shelley Duncan、外野手)
  - 息子クリス・ダンカン (Chris Duncan、外野手)
- 父ホセ・エスコバー (Jose Escobar、内野手)
  - 息子エドウィン・エスコバー (Edwin Escobar、投手)…北海道日本ハム、横浜DeNAでもプレー。
- 父ビル・フェイヒー (Brandon Fahey、捕手)
  - 息子ブランドン・フェイヒー (Brandon Fahey、内野手)
- 父ジョン・ファレル (John Farrell、投手・監督)…元ブルージェイズ、レッドソックス監督。
  - 息子ルーク・ファレル* (Luke Farrell、投手)
- 父セシル・フィルダー (Cecil Fielder、一塁手)…本塁打王2回、打点王3回、オールスター選出3回。阪神でもプレー。
  - 息子プリンス・フィルダー (Prince Fielder、一塁手)…2007年ナ・リーグ本塁打王。唯一の親子本塁打王。
- 父ブルース・フィールズ (Bruce Fields、外野手)
  - 息子ダニエル・フィールズ* (Daniel Fields、外野手)
- 父ビーン・フィゲロア (Bien Figueroa、内野手)
  - 息子コール・フィゲロア* (Cole Figueroa、内野手)
- 父マイク・フィッツジェラルド (Mike Fitzgerald、一塁手)
  - 息子タイラー・フィッツジェラルド* (Tyler Fitzgerald、内野手)
- 父トム・フレッチャー (Tom Fletcher、投手)
  - 息子ダリン・フレッチャー (Darrin Fletcher、捕手)
- 父ティト・フランコーナ (Tito Francona、外野手)
  - 息子テリー・フランコーナ (Terry Francona、外野手)…現レッズ監督かつ元フィリーズ、レッドソックス、ガーディアンズ監督。
- 父ルイス・ラファエル・ガルシア (Luis Garcia、内野手)
  - 息子ルイス・ビクトリアーノ・ガルシア* (Luis Garcia、内野手)
- 父トム・ゴードン (Tom Gordon、投手)…1998年ア・リーグ最多セーブ
  - 息子ディー・ストレンジ＝ゴードン* (Dee Strange-Gordon、内野手)
  - 息子ニック・ゴードン* (Nick Gordon、内野手)
- 父フレッド・グリーン (Fred Green、投手)
  - 息子ゲイリー・グリーン (Gary Green、内野手)
- 父トム・グリーブ (Tom Grieve、外野手)
  - 息子ベン・グリーブ (Ben Grieve、外野手)…1998年ア・リーグ新人王。
- 父ケン・グリフィー・シニア (Ken Griffey, Sr.、外野手)…史上初の親子同時メジャーリーガー、チームメイト。
  - 息子ケン・グリフィー・ジュニア (Ken Griffey, Jr.、外野手)…二世選手として初のドラフト全体1位。
- 父スティーブ・グリーリ (Steve Grilli、投手)
  - 息子ジェイソン・グリーリ (Jason Grilli、投手)
- 父ブラディミール・ゲレーロ (Vladimir Guerrero、外野手)…2004年ア・リーグMVP。殿堂入り。
  - 息子ブラディミール・ゲレーロ・ジュニア* (Vladimir Guerrero Jr.、一塁手)
- 父マーク・ガスリー (Mark Guthrie、投手)…1991年のワールドシリーズ優勝メンバー。
  - 息子ドルトン・ガスリー* (Dalton Guthrie、内野手)
- 父トニー・グウィン (Tony Gwynn、外野手)…首位打者8回。殿堂入り。
  - 息子トニー・グウィン・ジュニア (Tony Gwynn, Jr.、外野手)

## H-N
- 祖父サミー・ヘアストン (Sammy Hairston)
  - 息子ジェリー・ヘアストン・シニア (Jerry Hairston, Sr.)
    - 孫ジェリー・ヘアストン・ジュニア (Jerry Hairston, Jr.)
    - 孫スコット・ヘアストン (Scott Hairston)

  - 息子ジョニー・ヘアストン (Johnny Hairston)
- 父ラリー・ヘイニー (Larry Haney、捕手)
  - 息子クリス・ヘイニー (Chris Haney、投手)…福岡ダイエーでもプレー。
- 父ブライアン・ハービー (Bryan Harvey、投手)…1991年ア・リーグ最多セーブ。
  - 息子ハンター・ハービー* (Hunter Harvey、投手)
- 父チャーリー・ヘイズ (Charlie Hayes、内野手)…1996年のワールドシリーズ優勝メンバー。
  - 息子ケブライアン・ヘイズ* (Ke'Bryan Hayes、三塁手)
- 父フェルナンド・ヘルナンデス (Fernando Hernandez、投手)
  - 息子ジョナサン・ヘルナンデス* (Jonathan Hernandez、投手)
- 父マット・ホリデイ (Matt Holliday、外野手)…2007年ナ・リーグ首位打者、打点王。
  - 息子ジャクソン・ホリデイ* (Jackson Holliday、遊撃手)
- 父ブルース・ハワード (Bruce Howard、投手)
  - 息子デビッド・ハワード (David Howard、内野手)
- 父ティム・ヒューレット (Tim Hulett、内野手)
  - 息子タグ・ヒューレット (Tug Hulett、内野手)
- 父ランディ・ハンドリー (Randy Hundley、捕手)
  - 息子トッド・ハンドリー (Todd Hundley、捕手)
- 父ケビン・ジャービス (Kevin Jarvis、投手)…中日でもプレー。
  - 息子ブライス・ジャービス* (Bryce Jarvis、投手)
- 父フリアン・ハビアー (Julián Javier、二塁手)…1964年、1967年のワールドシリーズ優勝メンバー。
  - 息子スタン・ハビアー (Stan Javier、外野手)…1989年のワールドシリーズ優勝メンバー。
- 父デーブ・ジョンソン (Dave Johnson、投手)
  - 息子スティーブ・ジョンソン (Steve Johnson、投手)
- 父ロン・ジョンソン (Ron Johnson、一塁手)
  - 息子クリス・ジョンソン (Chris Johnson、三塁手)
- 父エリック・キャロス (Eric Karros、一塁手)…1992年ナ・リーグ新人王
  - 息子カイル・キャロス* (Kyle Karros、内野手)
- 父パット・ケリー (Pat Kelly、捕手)
  - 息子ケイシー・ケリー (Casey Kelly、投手)
- 父フレッド・ケンドール (Fred Kendall、捕手)
  - 息子ジェイソン・ケンドール (Jason Kendall、捕手)
- 父ボブ・ケネディ (Bob Kennedy)
  - 息子テリー・ケネディ (Terry Kennedy)
- 父マーティ・キーオ (Marty Keough、外野手)…南海でもプレー。
  - 息子マット・キーオ (Matt Keough、投手)…阪神でもプレーし、日本のプロ野球でも親子でプレー。
- 父ドン・ケッシンジャー (Don Kessinger、遊撃手・監督)…元ホワイトソックス監督。
  - 息子キース・ケッシンジャー (Keith Kessinger、内野手)
- 父ジョー・ランドラム (Joe Landrum、投手)
  - 息子ビル・ランドラム (Bill Landrum、投手)
- 父マックス・ラニアー (Max Lanier、投手)
  - 息子ハル・ラニアー (Hal Lanier、内野手・監督)…元アストロズ監督。
- 父デーブ・ラローシュ (Dave LaRoche、投手)
  - 息子アダム・ラローシュ (Adam LaRoche、一塁手)
  - 息子アンディ・ラローシュ* (Andy LaRoche、内野手)
- 父バーノン・ロー (Vernon Law、投手)… 1960年のサイ・ヤング賞。西武でコーチ歴。
  - 息子バンス・ロー (Vance Law、内野手)…「バンスロー」の登録名で中日でもプレー。
- 父チャーリー・リーブラント (Charlie Leibrandt、投手)…1985年のワールドシリーズ優勝メンバー。
  - 息子ブランドン・リーブラント (Brandon Leibrandt、投手)
- 父アル・ライター (Al Leiter、投手)… 1993年、1997年のワールドシリーズ優勝メンバー。
  - 息子ジャック・ライター* (Jack Leiter、投手)
- 父マーク・ライター (Mark Leiter、投手)
  - 息子マーク・ライター・ジュニア* (Mark Leiter, Jr.、投手)
- 父フレディ・リンドストロム (Freddie Lindstrom)…殿堂入り。
  - 息子チャック・リンドストロム (Chuck Lindstrom)
- 父スティーブ・ロンバードージー・シニア (Steve Lombardozzi、二塁手)…1987年のワールドシリーズ優勝メンバー。
  - 息子スティーブ・ロンバードージー・ジュニア (Steve Lombardozzi Jr.、内野手・外野手)
- 父コニー・マック (Connie Mack、監督)…殿堂入りした名監督。
  - 息子アール・マック (Earle Mack、監督)…一時、父の代理監督を務める。
- 父カルロス・マルティネス (Carlos Martinez、内野手)
  - 息子ホセ・マルティネス* (Jose Martinez、外野手)
- 父サンディ・マルティネス (Sandy Martinez、捕手)
  - 息子アンヘル・マルティネス* (Angel Martinez、内野手)
- 父クライド・マショア (Clyde Mashore、外野手)
  - 息子デーモン・マショア (Damon Mashore、外野手)
- 父ゲイリー・マシューズ・シニア (Gary Matthews, Sr.、外野手)
  - 息子ゲイリー・マシューズ・ジュニア (Gary Matthews, Jr.、外野手)
- 父デーブ・メイ (Dave May、外野手)
  - 息子デリック・メイ (Derrick May、外野手)…千葉ロッテでもプレー。
- 父ピンキー・メイ (Pinky May、三塁手)
  - 息子ミルト・メイ (Milt May、捕手)…1971年のワールドシリーズ優勝メンバー。
- 父ジョン・メイベリー・シニア (John Mayberry、一塁手)
  - 息子ジョン・メイベリー・ジュニア (John Mayberry, Jr.、外野手)
- 父ロドニー・マックレイ (Rodney McCray、外野手)
  - 息子グラント・マックレイ* (Grant McCray、外野手)
- 父ランス・マッカラーズ (Lance McCullers、投手)
  - 息子ランス・マッカラーズ・ジュニア* (Lance McCullers, Jr.、投手…2017年のワールドシリーズ優勝メンバー
- 父デーブ・マッケイ (Dave McKay、内野手)
  - 息子コディ・マッケイ (Cody McKay、捕手)
- 父ハル・マクレー (Hal McRae、外野手)…1982年ア・リーグ打点王。元ロイヤルズ、デビルレイズ監督。
  - 息子ブライアン・マクレー (Brian McRae、外野手)…父監督のもとメジャーデビュー。
- 父ブライアン・ミルナー (Brian Milner、捕手)
  - 息子ホビー・ミルナー* (Hoby Milner、投手)
- 父ラウル・モンデシー (Raul Mondesi、外野手)…1994年ナ・リーグ新人王。
  - 息子ラウル・アダルベルト・モンデシー* (Raul Adalberto Mondesi、内野手)…2015年のワールドシリーズでメジャーデビュー。2020年ア・リーグ盗塁王。
- 父マニー・モタ (Manny Mota、外野手)…元代打安打記録保持者。
  - 息子ホセ・モタ (José Mota、二塁手)
  - 息子アンディ・モタ (Andy Mota、二塁手)
- 父ウォルター・ミラー (Walter Mueller、外野手)
  - 息子ドン・ミラー (Don Mueller、外野手)
- 父フリオ・ナバーロ (Julio Navarro、投手)
  - 息子ハイメ・ナバーロ (Jaime Navarro、投手)
- 父ディック・ネン (Dick Nen、一塁手)
  - 息子ロブ・ネン (Robb Nen、投手)…2001年ナ・リーグ最多セーブ。1997年のワールドシリーズ優勝メンバー。
- 父フィル・ネビン (Phil Nevin、内野手)…2001年のMLBオールスターゲーム選出。元エンゼルス監督。
  - 息子タイラー・ネビン (Tyler Nevin、内野手)…西武でもプレー。
- 父ジョー・ニークロ (Joe Niekro、投手)…兄は殿堂入りのフィル・ニークロ。
  - 息子ランス・ニークロ (Lance Niekro、一塁手)

## O-U
- 父エド・オリバレス (Ed Olivares、投手)
  - 息子オマー・オリバレス (Omar Olivares投手)…背番号00。
- 父ボブ・オリバー (Bob Oliver、一塁手)
  - 息子ダレン・オリバー (Darren Oliver、投手)
- 父ジム・オルーク (Jim O'Rourke)…殿堂入り。
  - 息子ジョー・オルーク (Joe O'Rourke)
- 父クリフ・パストルニッキー (Cliff Pastornicky、投手)
  - 息子タイラー・パストルニッキー*(Tyler Pastornicky、内野手)
- 父ステュ・ピーダーソン (Stu Pederson、内野手)
  - 息子ジョク・ピーダーソン*(Joc Pederson、外野手)
- 父トニー・ペーニャ (Tony Peña, Sr.、捕手・監督)…ゴールドグラブ賞4回。元ロイヤルズ監督。
  - 息子トニー・ペーニャ・ジュニア (Tony Peña, Jr.、遊撃手)
  - 息子フランシスコ・ペーニャ (Francisco Peña、捕手)
- 父ジェロニモ・ペーニャ (Geronimo Peña、内野手)
  - 息子ジェレミー・ペーニャ*(Jeremy Peña、遊撃手)
- 父トニー・ペレス (Tony Pérez、一塁手)…殿堂入り。
  - 息子エドゥアルド・ペレス (Eduardo Pérez、内野手)…阪神でもプレー。
- 父ジェイ・ペティボーン (Jay Pettibone、投手)
  - 息子ジョナサン・ペティボーン* (Jonathan Pettibone、投手)
- 父ポール・クアントリル (Paul Quantrill、投手)…2001年のMLBオールスターゲーム選出。
  - 息子カル・クアントリル* (Cal Quantrill、投手)
- 父ティム・レインズ (Tim Raines、外野手)…首位打者、盗塁王。
  - 息子ティム・レインズ・ジュニア (Tim Raines, Jr.、外野手)…史上2組目の親子同時メジャーリーガー、チームメイト。
- 父イバン・ロドリゲス (Ivan Rodriguez、捕手)… 1999年ア・リーグMVP。殿堂入り。2003年のワールドシリーズ優勝メンバー。
  - 息子デレック・ロドリゲス* (Dereck Rodriguez、投手)
- 父ゲイリー・レニキー (Gary Roenicke、外野手)…1983年のワールドシリーズ優勝メンバー。
  - 息子ジョシュ・レニキー* (Josh Roenicke、投手)
- 父ケビン・ロマイン (Kevin Romine、外野手)
  - 息子アンドリュー・ロマイン* (Andrew Romine、内野手)
  - 息子オースティン・ロマイン* (Austin Romine、捕手)
- 父ピート・ローズ (Pete Rose、内野手・監督)…メジャー史上最多安打。永久追放。
  - 息子ピート・ローズ・ジュニア (Pete Rose, Jr.、一塁手)
- 父ブルース・ラフィン (Bruce Ruffin、投手)
  - 息子チャンス・ラフィン (Chance Ruffin、投手)
- 父ジェフ・ラッセル (Jeff Russell、投手)
  - 息子ジェームズ・ラッセル (James Russell、投手)
- 父マーク・ライアル (Mark Ryal、外野手)…中日でもプレー。
  - 息子ラスティ・ライアル (Rusty Ryal、内野手)…巨人でもプレーし、親子で日本でプレー。
- 父スコット・サンダース (Scott Sanders、投手)…日本ハムでもプレー。
  - 息子キャム・サンダース* (Cam Sanders、投手)
- 父ディッキー・スコーフィールド (Ducky Schofield)…孫がジェイソン・ワース（後述）。
  - 息子ディック・スコーフィールド (Dick Schofield)
- 父ディエゴ・セギー (Diego Segui、投手)
  - 息子デビッド・セギー (David Segui、一塁手)
- 父ジェフ・セラーズ (Jeff Sellers、投手)
  - 息子ジャスティン・セラーズ* (Justin Sellers、内野手)
- 父ジェフ・ショウ (Jeff Shaw、投手)…1997年ナ・リーグ最多セーブ。
  - 息子トラビス・ショウ (Travis Shaw、内野手)
- 父ラリー・シーツ (Larry Sheets、外野手)…横浜大洋でもプレー。
  - 息子ギャビン・シーツ* (Gavin Sheets、一塁手)
- 父ジョージ・シスラー (George Sisler、一塁手)…殿堂入り。
  - 息子デーブ・シスラー (Dave Sisler、投手)
  - 息子ディック・シスラー (Dick Sisler、一塁手、外野手・監督)…殿堂入り選手の息子としては最多の799試合出場。
- 父ボブ・スキナー (Bob Skinner、外野手・監督)…元フィリーズ監督。
  - 息子ジョエル・スキナー (Joel Skinner、捕手・監督)…元インディアンス監督。
- 父ロイ・スモーリー・ジュニア (Roy Smalley Jr.、遊撃手)
  - 息子ロイ・スモーリー3世 (Roy Smalley III、遊撃手)
- 父ドワイト・スミス (Dwight Smith、外野手)…1995年のワールドシリーズ優勝メンバー。
  - 息子ドワイト・スミス・ジュニア* (Dwight Smith Jr.、外野手)
- 父ブライアン・スナイダー (Brain Snyder、投手)
  - 息子ブランドン・スナイダー (Brandon Snyder、内野手)
- 父スティーブ・ソーダーストロム (Steve Soderstrom、投手)
  - 息子タイラー・ソーダーストロム* (Tyler Soderstrom、捕手)
- 父クリス・スパイアー (Chris Speier、遊撃手)
  - 息子ジャスティン・スパイアー (Justin Speier、投手)
- 父エド・スピージオ (Ed Spiezio、内野手)
  - 息子スコット・スピージオ (Scott Spiezio、内野手)…2002年のワールドシリーズ優勝メンバー。
- 父エド・スプレイグ (Ed Sprague, Sr.、投手)
  - 息子エド・スプレイグ・ジュニア (Ed Sprague, Jr.、三塁手)…1992年、1993年のワールドシリーズ優勝メンバー。
- 父エバ・セントクレア (Ebba St. Claire、捕手)
  - 息子ランディ・セントクレア (Randy St. Claire、投手)
- 父ロン・スティルウェル (Ron Stillwell)
  - 息子カート・スティルウェル (Kurt Stillwell)
- 父メル・ストットルマイヤー (Mel Stottlemyre、投手)…元メッツ、アストロズ、ヤンキース、マリナーズ投手コーチ。
  - 息子メル・ストットルマイヤー・ジュニア (Mel Stottlemyre, Jr.、投手)…マーリンズ投手コーチ。
  - 息子トッド・ストットルマイヤー (Todd Stottlemyre、投手)…1992年、1993年のワールドシリーズ優勝メンバー。
- 父ヘイウッド・サリバン (Haywood Sullivan、捕手)
  - 息子マーク・サリバン (Marc Sullivan、捕手)
- 父スティーブ・スウィッシャー (Steve Swisher、捕手)
  - 息子ニック・スウィッシャー (Nick Swisher、外野手)
- 父チャック・タナー (Chuck Tanner、外野手・監督)…元ホワイトソックス、アスレチックス、パイレーツ、ブレーブス監督。
  - 息子ブルース・タナー (Bruce Tanner、投手)
- 父ホセ・タータブル (José Tartabull、外野手)
  - 息子ダニー・タータブル (Danny Tartabull、外野手)
- 父フェルナンド・タティス (Fernando Tatis、三塁手)…1イニング2本の満塁本塁打。
  - 息子フェルナンド・タティス・ジュニア* (Fernando Tatis, Jr.、遊撃手・外野手)…2021年ナ・リーグ本塁打王。
- 父ウェイン・トールソン (Wayne Tolleson、内野手)
  - 息子スティーブ・トールソン (Steve Tolleson、内野手)
- 父ハル・トロスキー (Hal Trosky, Sr.、一塁手)…1936年ア・リーグ打点王。
  - 息子ハル・トロスキー (Hal Trosky, Jr.、投手)
- 父ディジー・トラウト (Dizzy Trout)
  - 息子スティーブ・トラウト (Steve Trout)
- 父ブライアン・トゥラング (Brian Turang、外野手)
  - 息子ブライス・トゥラング* (Brice Turang、内野手)
- 父アル・アンサー (Al Unser、捕手)
  - 息子デル・アンサー (Del Unser、外野手)

## V-Z
- 父ホセ・バレンティン (Jose Valentin、内野手)
  - 息子ヘスムエル・バレンティン* (Jesmuel Valentin、内野手)
- 父アンディ・バンスライク (Andy Van Slyke、外野手)…ゴールドグラブ賞5回、シルバースラッガー賞2回、オールスター選出3回。
  - 息子スコット・バンスライク (Scott Van Slyke、外野手)
- 父マックス・ベナブル (Max Venable、外野手)…「マックス」の登録名で千葉ロッテでもプレー。
  - 息子ウィル・ベナブル (Will Venable、外野手)…現ホワイトソックス監督。
- 父オジー・バージル・シニア (Ozzie Virgil、内野手、外野手)
  - 息子オジー・バージル・ジュニア (Ozzie Virgil, Jr.、捕手)
- 父ゲイリー・バーショ (Gary Varsho、外野手・捕手)…元フィリーズ監督。
  - 息子ドールトン・バーショ* (Daulton Varsho、捕手)

- 父ビリー・ワグナー (Billy Wagner、投手)…通算422セーブ。
  - 息子ウィル・ワグナー* (Will Wagner、内野手)
- 父ディクシー・ウォーカー (Dixie Walker、投手)
  - 息子ディクシー・ウォーカー・ジュニア (Dixie Walker, Jr.、外野手)
  - 息子ハリー・ウォーカー (Harry Walker、外野手・監督)…元カージナルス、パイレーツ、アストロズ監督。
- 父トム・ウォーカー (Tom Walker、投手)
  - 息子ニール・ウォーカー (Neil Walker、二塁手)
- 父ティム・ウォーラック (Tim Wallach、三塁手)…ゴールドグラブ賞3回、シルバースラッガー賞2回、オールスター選出5回。
  - 息子チャド・ウォーラック* (Chad Wallach、捕手)
- 父エド・ウォルシュ (Ed Walsh)…殿堂入り。
  - 息子エド・ウォルシュ・ジュニア (Ed Walsh, Jr.)
- 父ゲイリー・ウォード (Gary Ward、外野手)
  - 息子ダリル・ウォード (Daryle Ward、一塁手)…親子サイクル安打を達成。
- 父ジョン・ワーザン (John Wathan、捕手・監督)…1985年のワールドシリーズ優勝メンバー。元ロイヤルズ監督。
  - 息子ダスティ・ワーザン (Dusty Wathan、捕手)
- 父デビッド・ウェザース (David Weathers、投手)
  - 息子ライアン・ウェザース* (Ryan Weathers、投手)…2020年のナショナルリーグディビジョンシリーズでメジャーデビュー。
- 父ハンク・ウェブ (Hank Webb、投手)
  - 息子ライアン・ウェブ * (Ryan Webb、投手)
- 父デニス・ワース (Dennis Werth、一塁手)
  - 息子ジェイソン・ワース (Jayson Werth、外野手)…上記のディッキー・スコーフィールドは祖父、ディック・スコーフィールドは叔父。
- 父モーリー・ウィルス (Maury Wills、遊撃手・監督)…1960年～1965年ナ・リーグ盗塁王。1960年ナ・リーグMVP。元マリナーズ監督。
  - 息子バンプ・ウィルス (Bump Wills、二塁手)…「バンプ」の登録名で阪急でもプレー。
- 父ジャック・ウィルソン (Jack Wilson、遊撃手)
  - 息子ジェイコブ・ウィルソン* (Jacob Wilson、遊撃手)
- 父ムーキー・ウィルソン (Mookie Wilson、外野手)…プレストンは血縁上は甥で、養子。1986年のワールドシリーズ優勝メンバー。
  - 息子プレストン・ウィルソン (Preston Wilson、外野手)…2003年ナ・リーグ打点王。
- 父ボビー・ワイン (Bobby Wine、遊撃手・監督)…元ブレーブス監督。
  - 息子ロビー・ワイン (Robbie Wine、捕手)
- 父ボビー・ウィット (Bobby Witt、投手)
  - 息子ボビー・ウィット・ジュニア*(Bobby Witt Jr.、内野手)
- 父クライド・ライト (Clyde Wright、投手)…巨人でもプレー。
  - 息子ジャレット・ライト (Jaret Wright、投手)
- 父エリック・ヤング・シニア (Eric Young, Sr.、二塁手)…1996年ナ・リーグ盗塁王。
  - 息子エリック・ヤング・ジュニア (Eric Young, Jr.、外野手)…2013年ナ・リーグ盗塁王。唯一の親子盗塁王。

## 特記事項
- 主に1870年代にプレーしたハーム・ドスチャーの息子ジャックが1903年にメジャーデビューし、史上初の親子メジャーリーガーとなった。
- ケン・グリフィー・ジュニアが1989年にメジャーデビューし、父の同名シニアと合わせて史上初の親子同時メジャーリーガーとなった。翌1990年途中に父が息子と同じシアトル・マリナーズに移籍して初の親子チームメイトとなり、同年9月14日にはこれまた史上初の親子連続本塁打を記録（シニア―ジュニアの順）。1991年6月にシニアが引退するまでの間、51試合に親子揃って出場した。
- ティム・レインズ（シニア）とティム・レインズ・ジュニアが2001年にボルチモア・オリオールズで親子でチームメイトの第2号となった。
- セシル、プリンスのフィルダー親子は両方ともシーズン50本塁打を記録し、本塁打王になっている。いずれも現時点で唯一。
- マック親子（コニー、アール）、シスラー親子（ジョージ、デーブ）、スキナー親子（ボブとジョエル）は親子両方とも監督を務めている。
- ウォード親子は親子でサイクルヒットを達成。ガスとデビッドのベル祖父・孫が祖父と孫でサイクルヒットを達成している。
- ストットルマイヤー親子はメル・シニアが1257奪三振、メル・ジュニアが14、トッドが1587で親子三人で3158奪三振を記録している。
- ベル、ブーン、コールマン、ヘアストン、スコフィールド・ワースは親子孫3代メジャーリーガーとなった。第1号はブーン・ファミリー。
- 表には載らないが；

リプケン親子（父カル・シニア、息子カル・ジュニアとビリー）は1987年に父のカル・シニア（メジャーでのプレー歴なし）がオリオールズの監督に就任。さらに弟のビリーがメジャー昇格を果たし、兄弟で二遊間を形成。史上初めて親子3人が同一チームとなった。
ルイス・アパリシオの父の同名シニアはベネズエラのウインターリーグでプレーしていた。
ユリエスキ・グリエルとルルデス・グリエル・ジュニアの父のルルデス・グリエルはキューバのリーグでプレーしていた。
ルイス・ティアントの父の同名シニア、レジー・ジャクソンの父のマルティネス・ジャクソンはニグロリーグでプレーしていた。
オーランド・セペダの父ペドロ・セペダはプエルトリコのリーグでプレーしていた。
ケイシー・キャンデール（英語版）の母ヘレン・キャラハン（英語版）は全米女子プロ野球リーグでプレーしていた。
エド・ランギー（父）、ポール・ランギー（子）、ブライアン・ランギー（孫）は親子孫三世代でメジャーリーグの審判を務めた。三人ともオールスターゲームの審判を務め、エドとポールはワールドシリーズの審判も務めた。

## 参考
- 兄レロン・リー…ロッテ・オリオンズ及びメジャーでプレー
- 弟レオン・リー…ロッテ・オリオンズ他でプレーしたが、メジャーでのプレー歴なし。元オリックス・ブルーウェーブ監督。
  - 息子デレク・リー…レオンの息子。カブスなどでプレー。
- 父ブライアン・ハーパー…ツインズ他でプレー。1991年のワールドシリーズ制覇に貢献。
  - 息子ブレット・ハーパー…メジャーのプレー歴なし。2010年から2012年まで横浜及び東北楽天でプレー。
- 父黒田一博…南海ホークス等でプレー。
  - 息子黒田博樹…広島東洋カープでプレーした後、ドジャース、ヤンキースでプレー。2015年から広島に復帰。